# Rito alessandrino
Il rito alessandrino è un rito liturgico del cristianesimo, noto anche come liturgia di San Marco. Il rito condivide elementi della liturgia di San Basilio e delle liturgie di Cirillo di Alessandria e Gregorio Nazianzeno. La Liturgia di San Cirillo il Grande, in particolare, è una modifica della prima liturgia alessandrina attribuita all'apostolo Marco, considerato dalla tradizione come il primo vescovo di Alessandria d'Egitto.
Il rito alessandrino si suddivide in due sotto-riti.

Il rito copto è nord-africano, caratteristico principalmente dell'Egitto, e usa appunto la lingua copta come lingua liturgica; è in uso, con le dovute differenze, tanto nella Chiesa ortodossa copta quanto nella Chiesa cattolica copta.

Il rito ge'ez è est-africano, in lingua omonima, utilizzato soprattutto in Etiopia, Eritrea e Somalia, dalla Chiesa ortodossa etiopica, dalla Chiesa ortodossa eritrea, dalla Chiesa cattolica etiope e dalla Chiesa cattolica eritrea.